# David Arshakyan
David Arshakyan, né le 16 août 1994 à Saint-Pétersbourg en Russie, est un footballeur international arménien, possédant également la nationalité russe. Il évolue au poste d'attaquant au Vejle BK.

## Carrière

### En club
Lors de la saison 2015, il inscrit 25 buts au sein du championnat de Lituanie, ce qui fait de lui le deuxième meilleur buteur du championnat, derrière Tomas Radzinevičius et ses 28 buts.
Il rejoint le club du Chicago Fire au mois d'août 2016.

### En sélection
Il honore sa première sélection le 4 septembre 2016 contre le Danemark. Ce match rentre dans le cadre des éliminatoires du mondial 2018 et voit une victoire des joueurs danois 1-0 à Copenhague.

## Statistiques
| Saison                | Club                  | Championnat           | Championnat | Championnat | Coupe(s) nationale(s) | Coupe(s) nationale(s) | Supercoupe | Supercoupe | Compétition(s) continentale(s) | Compétition(s) continentale(s) | Compétition(s) continentale(s) | Arménie | Arménie | Total | Total |
| Saison                | Club                  | Division              | M.          | B.          | M.                    | B.                    | M.         | B.         | Comp.                          | M.                             | B.                             | M.      | B.      | M.    | B.    |
| 2012-2013             | Mika Ashtarak         | Premier-Liga          | 3           | 0           | 2                     | 0                     | 0          | 0          | -                              | -                              | -                              | -       | -       | 5     | 0     |
| Sous-total            | Sous-total            | Sous-total            | 3           | 0           | 2                     | 0                     | 0          | 0          | -                              | -                              | -                              | -       | -       | 5     | 0     |
| 2015                  | FK Trakai             | A Lyga                | 34          | 25          | 5                     | 2                     | -          | -          | C3                             | 4                              | 3                              | -       | -       | 43    | 30    |
| 2016                  | FK Trakai             | A Lyga                | 18          | 9           | -                     | -                     | 1          | 1          | C3                             | 2                              | 2                              | -       | -       | 21    | 12    |
| Sous-total            | Sous-total            | Sous-total            | 52          | 34          | 5                     | 2                     | 1          | 1          | -                              | 6                              | 5                              | -       | -       | 64    | 42    |
| 2016                  | Chicago Fire          | MLS                   | 8           | 0           | -                     | -                     | -          | -          | -                              | -                              | -                              | 1       | 0       | 9     | 0     |
| Sous-total            | Sous-total            | Sous-total            | 8           | 0           | -                     | -                     | -          | -          | -                              | -                              | -                              | 1       | 0       | 9     | 0     |
| Total sur la carrière | Total sur la carrière | Total sur la carrière | 63          | 34          | 7                     | 2                     | 1          | 1          | -                              | 6                              | 5                              | 1       | 0       | 78    | 42    |